# Leonor de Castela, Rainha de Navarra
Leonor de Trastâmara (c. 1363 — Pamplona, 27 de fevereiro de 1416) foi uma infanta de Castela e rainha de Navarra desde 1403. Ela era a mais velha das filhas de Henrique II de Castela e de sua consorte, Joana Manuel de Castela.

## Biografia
Foi prometida ao rei Fernando de Portugal, no tratado de Alcoutim que terminou com a primeira guerra fernandina. Este noivado foi quebrado pelo rei português.
Em 27 de março de 1375, em Soria, casou com o infante Carlos de Évreux, herdeiro do trono de Navarra. Eles tiveram, inicialmente, quatro filhas.
Em 1387, Carlos sucedeu ao pai no trono de Navarra como Carlos III de Navarra. Três anos depois, Leonor voltou com suas filhas para a corte castelhana, alegando sofrer maus tratos em Navarra. Carlos III, todavia, conseguiu o retorno de Joana, sua filha mais velha e herdeira.
Leonor se estabeleceu nas terras que herdou de seu pai, entre Roa e Sepúlveda, um senhorio importante. Ela teve um papel ativo nas intrigas de Castela durante a minoridade de seu sobrinho, Henrique III. Em 1394, Henrique aprisionou-a em seu castelo em Roa e obrigou-a a voltar para seu esposo, em fevereiro de 1395. A partir de então, a relação entre ela e seu esposo foi boa, e Leonor foi coroada rainha em 3 de junho de 1403, em Pamplona.
Leonor sobreviveu à maioria de seus filhos, com exceção de Branca, que se tornou rainha soberana de Navarra, e a Isabel, que veio a casar com João IV, conde de Armagnac.

## Descendência
- Joana (1382 - 1413);
- Maria (1383 - 6 de janeiro de 1406);
- Branca (1385 - 3 de abril de 1441);
- Beatriz (1386-1410);
- Isabel (1396 - 1450);
- Carlos (15 de agosto de 1397 - 12 de agosto de 1402);
- Luís (1401 - 14 de outubro de 1402);
- Margarida (1403 - 1412).